# Camp Thorel
Camp Thorel är en ort i Mauritius.   Den ligger i distriktet Moka, i den västra delen av landet, 14 km öster om huvudstaden Port Louis. Camp Thorel ligger 392 meter över havet och antalet invånare är 2 299. Den ligger på ön Mauritius.
Terrängen runt Camp Thorel är kuperad åt nordost, men åt sydväst är den platt. Runt Camp Thorel är det tätbefolkat, med 476 invånare per kvadratkilometer. Närmaste större samhälle är Port Louis, 13,5 km väster om Camp Thorel. I omgivningarna runt Camp Thorel växer i huvudsak städsegrön lövskog.